# Konstancja Bokum
Konstancja Bokum z Alten-Bokumów Lubomirska właśc. Konstancja Bokum ab Alten vel Alten-Bokum h. Paprzyca (Bokumówna), (ur. prawdopodobnie ok. 1654 roku, zm. 22 grudnia 1707 w Dreźnie) – żona podskarbiego wielkiego koronnego Hieronima Augustyna Lubomirskiego.

## Życie
Córka podstolego litewskiego Jana Henryka Bokuma (Johanna Heinricha von Altenbockum) (zm. 1685), migranta z Westfalii, i jego żony Konstancji Tekli Branickiej h. Gryf (zm. 1720).
W 1685 roku zawarła małżeństwo z Hieronimem Augustynem Lubomirskim. Małżeństwo Konstancji było głośną sprawą, przeprowadzoną przy udziale króla Jana III Sobieskiego. Mariaż hetmana wielkiego koronnego Hieronima Augustyna Lubomirskiego, był problematyczny, ponieważ tego magnata – jako kawalera maltański obowiązywały śluby czystości. Lubomirski zrezygnował z nich i uzyskał zgodę na zawarcie małżeństwa z Konstancją Bokum.
Z Hieronimem Augustynem Lubomirskim miała czterech synów (Aleksander Jakub Lubomirski, Jerzy Ignacy Lubomirski, Jan Lubomirski, Jakub Lubomirski) i trzy córki (Anna Lubomirska, Marianna Lubomirska, Elżbieta Lubomirska).
Zmarła w 1707 roku i została pochowana w Rzeszowie, a jej serce zostało w kościele pijarów- tuż obok serca jej męża, które w ozdobnej urnie zostało wmurowane w ścianę kościoła. Miejsce to przykrywa czarna, marmurowa tablica z odpowiednią inskrypcją, herbami Lubomirskich Szreniawa i Bokumów – Paprzyca oraz wyobrażeniem dwóch przytulonych do siebie serc.
Wspólnie z mężem zainwestowali w organizację dworu w Rzeszowie. Zamek w Rzeszowie znalazł się on w posiadaniu Hieronima Augustyna Lubomirskiego po śmierci jego ojca Jerzego Lubomirskiego w 1667 roku. Jednak dopiero ok. 1682 Hieronim i Konstancja Lubomirscy przystąpili do prac nad rozbudową zamku w Rzeszowie. To zadanie powierzyli Tylmanowi z Gameren.
Konstancja Bokum jest znana ze swojego dużego wpływu na męża. W okresie bezkrólewia w Rzeczypospolitej Obojga Narodów w 1696 roku, była jedną z najbardziej oddanych i najaktywniejszych zwolenniczek księcia Franciszka Ludwika de Contiego, kandydata do tronu polskiego.